# Pabellón Paeksang

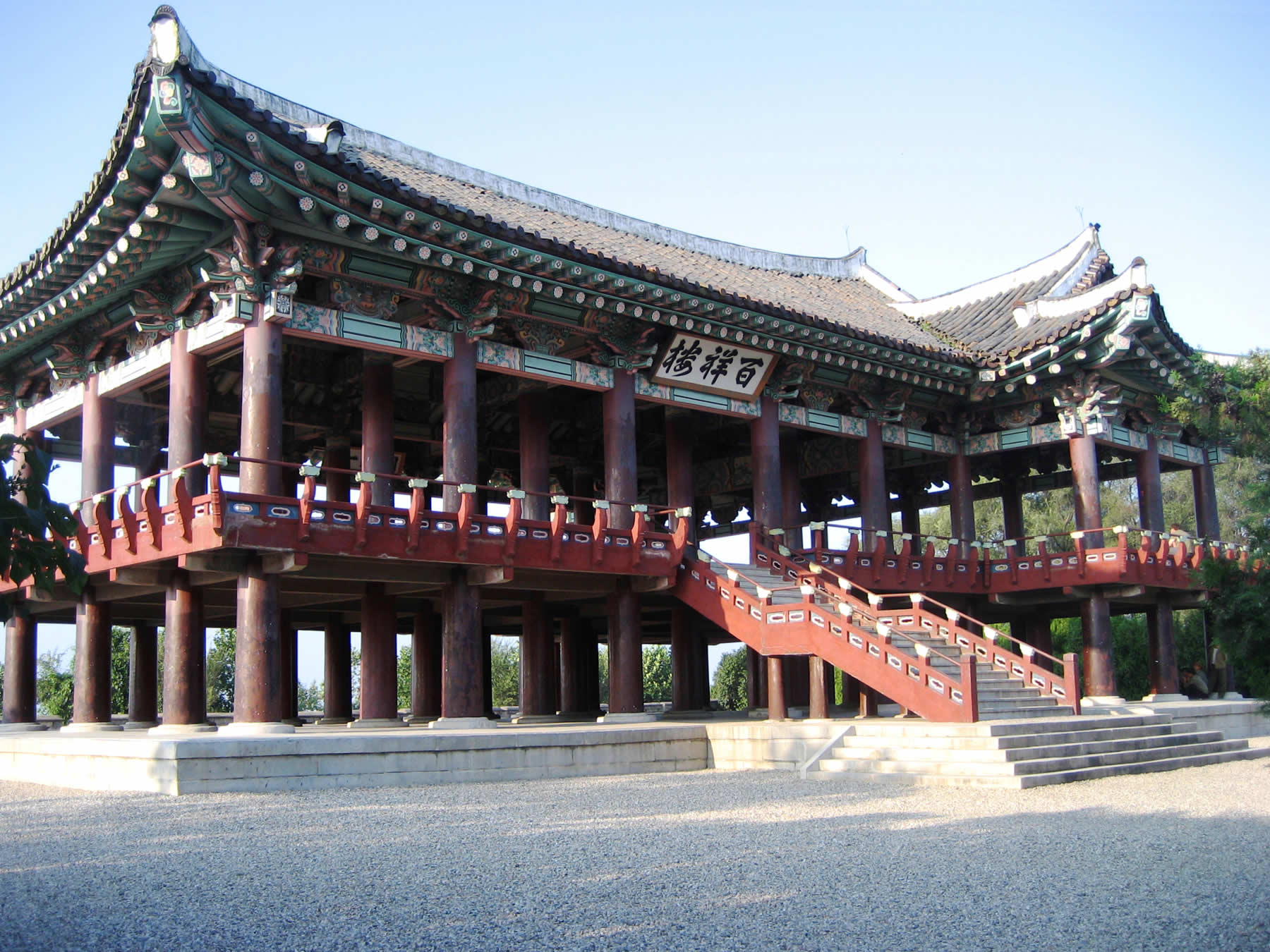
Pabellón Paeksang

El Pabellón Paeksang es una estructura histórica que se ubica en el lugar de la antigua fortaleza de la ciudad de Anju, en la actual ciudad del mismo nombre, en la provincia de Pyongan del Sur. Es un Tesoro Nacional de Corea del Norte (#31). El nombre Paeksang significa cien paisajes, ya que desde él se pueden ver "cien hermosos paisajes".

## Historia
El pabellón fue usado cómo puesto de mando de la fortaleza de Anju.
Los primeros registros del pabellón se encuentran a inicios del siglo XIV. En el lugar se han desenterrado artículos de cerámica de la Dinastía Koryo (918-1392). Fue reconstruido en 1753 por la Dinastía Joseon (1392-1910), y otra vez luego de ser destruido en la Guerra de Corea.